# Artturi Ilmari Virtanen
Artturi Ilmari Virtanen (15. siječnja 1895. – 11. studenoga 1973.) finski kemičar, dobitnik Nobelove nagrade za kemiju 1945. godine

## Osobni život
Rođen je u Helsinkiju, glavnom gradu Finske u obitelji Kaarla Virtanena i Serafiine Isotalo. Klasičnu gimnaziju pohađao je u Vipuriju. Oženio se botanisticom Liljom Moisio 1920. godine. S njom je imao dva sina. Kupio je farmu nedaleko Helsinkija 1933. na kojoj je u praksi provjeravao svoja znanstvena otkrića. Prekomjernu proizvodnju hrane smatrao je privremenim fenomenom. Volio je jednostavan život, nikada nije posjedovao vlastiti automobil, nije pušio niti uživao alkohol. Preminuo je dva tjedna nakon iščašenja kuka od posljedica ozljede. 

## Obrazovanje i djelatnost
Studij kemije započeo je 1913., magistrirao 1916. i zatim doktorirao 1918. organsku kemiju. Za laboratorije Valio, velikog proizvođača mliječnih proizvoda počeo je raditi 1919. te je postao ravnatelj laboratorija već sljedeće godine. Zbog osjećaja nedovoljne pripremljenosti za obnašanje tog položaja te zbog zanimanja za botaniku i zoologiju napustio je laboratorije Valio krenuvši u daljnje znanstveno usavršavanje u fizikalnoj kemiji, kemiji tla i mikrobiologiji na ETH Zürich-u, Sveučilištu u Münsteru i Sveučilištu u Stockholmu. 
U Švedskoj je 1923. radio s Hansom von Euler-Chelpinom, koji je Nobelovu nagradu za kemiju primio 1929. godine. Vrativši se u Finsku postao je predavač pri Sveučilištu u Helsinkiju 1924. i postao poznat po predavanjima 'kemije živih bića'. Radio je u laboratoriju Butter Export Association, koji je postao sveučilišnim laboratorijem. Godine 1930. osnovan je Institut za biokemiju na kojem je Virtanen ostao sve do svoje smrti 1973. Profesor biokemije na Helsinškom tehnološkom sveučilištu postao je 1931. te na Sveučilištu u Helsinkiju 1939.
Njegovo istraživanje započelo je radom na fosforilaciji heksoze 1924. Dokazao je kako je fosforilacija prvi korak u mnogim reakcijama fermentacije, što je bila osnova za istraživanje Embden-Meyerhofova puta (glikolize).
Sljedeće godine svoje zanimanje je usmjerio na dušikove bakterije na korijenju mahunarki. Unaprijedio je metodu očuvanja maslaca dodavanjem dihidrogenfosfata koji sprječava kiselu hidrolizu. Ova metoda bila je u upotrebi u Finskoj nekoliko desetljeća. Njegova daljnja istraživanja od 1925. do 1932. uključuju otkriće 'AIV fodder' silažne metode očuvanja životinjske hrane. 
Vodio je Valio laboratorij od 1921. do 1969. godine.

## Priznanja
Bio je član finske, norveške, švedske, flamanske, bavarske i papinske akademije znanosti te švedske i danske akademije tehničkih znanosti. Primio je počasne doktorate Sveučilišta u Lundu, Parizu, Giessenu i Helsinkiju, Kraljevskog tehničkog učilišta u Stockholmu te Finskog Instituta za tehnologiju. Dobitnik je brojnih medalja i drugih priznanja iz Švedske, Finske, Belgije i Italije.
Virtanen je 1945. primio Nobelovu nagradu za kemiju za svoja istraživanja i izume u području poljoprivrede i prehrambene kemije. 

## Naslijeđe
Po njemu je imenovan asteroid 1449 Virtanen kojega je otkrio finski astronom i fizičar Yrjö Väisälä. Također, njegovo ime nosi Virtanen krater na Mjesecu. 